# Mona (Iowa)
Mona es un lugar designado por el censo ubicado en el condado de Mitchell en el estado estadounidense de Iowa. En el Censo de 2010 tenía una población de 34 habitantes y una densidad poblacional de 8,8 personas por km².

## Geografía
Mona se encuentra ubicado en las coordenadas 43°29′00″N 92°57′0″O / 43.48333, -92.95000. Según la Oficina del Censo de los Estados Unidos, Mona tiene una superficie total de 3.86 km², de la cual 3.86 km² corresponden a tierra firme y (0%) 0 km² es agua.

## Demografía
Según el censo de 2010, había 34 personas residiendo en Mona. La densidad de población era de 8,8 hab./km². De los 34 habitantes, Mona estaba compuesto por el 100% blancos, el 0% eran afroamericanos, el 0% eran amerindios, el 0% eran asiáticos, el 0% eran isleños del Pacífico, el 0% eran de otras razas y el 0% pertenecían a dos o más razas. Del total de la población el 0% eran hispanos o latinos de cualquier raza.